# Hemiceras singula
Hemiceras singula är en fjärilsart som beskrevs av Achille Guenée 1852. Hemiceras singula ingår i släktet Hemiceras och familjen tandspinnare. Inga underarter finns listade i Catalogue of Life.